# Гай Юлий Ювенал
Вижте пояснителната страница за други личности с името Ювенал.
Гай Юлий Ювенал (на латински: Gaius Iulius Iuvenalis) е сенатор на Римската империя през 1 век.
През март и април 81 г. той е суфектконсул заедно с Марк Росций Целий.